# Zale meridiana
Zale meridiana là một loài bướm đêm trong họ Erebidae.